# Viorica Pop Ivan
Viorica Pop Ivan (n. 1936, Oradea) este o cântăreață română. 

## Biografie
A fost condusă pe sinuoasele poteci ale muzicii de cei pe care îi numea mentorii săi artistici, familia Nicolae și Magdalena Ursu, cei care o îndrumă și o călăuzesc spre arta sunetelor. Astfel că la 11 ani, sub conducerea profesoarei Magdalena Ursu va deține rolul principal într-o operetă pentru copii: „Prințesa din pădurea adormită”. Momentul a fost benefic iar pasul micuței pe scenă (scândura sfântă) decisiv, căci mirajul scenei îi va pătrunde în suflet ca o vrajă, vocea sa de copil fiind plăcută și foarte frumos timbrată motiv pentru care este îndrumată spre Școala Medie de Muzică din Timișoara.
La 15 ani începe studiile de canto cu apreciatul tenor Traian Nicolau care uimit de frumusețea glasului său va exclama pe atunci: „Pe fetița asta o iau sub aripa mea…”. Urmează, după cum era moda timpului, Școala de Comerț, dar și Școala de Muzică, pe care o absolvă în anul 1955 cu felicitări și cu o Diplomă de Merit pentru rezultate deosebite la învățătură. Promoția Vioricăi Pop era doar a II-a de la înființarea Școlii medii de muzică din Timișoara, perioada anilor 1951-1955, având director pe prof. Alma Cornea Ionescu, iar mai apoi pe prof. Nicolae Ursu. A studiat Teoria muzicii cu profesorul Alexandru Șumschi, Armonia cu dirijorul Mircea Popa, și mai târziu cu Vasile Ijac. La Folclor cu Nicolae Ursu și mai târziu Ioan Odrobot, iar Istoria muzicii cu Nicolae Teodorescu. Studiile de canto le începe cu Traian Nicolau, un pedagog de excepție, în stilul belcanto-ului italian. La clasa de operă existau producții încă din primul an unde erau implicați toți studenții.  Corepetiția era asigurată de pianista Alla Popa, solista de mai târziu a Filarmonicii Banatul. Printre colegii de altădată, generații remercabile ale învățământului muzical timișorean se numără: Damian Vulpe, Eva Rapolthy, Alexandru Serac, Lizelotte Klein, Ioan Ochsenfeld, Nicolae Schultz, Margareta Eisele, Boiana Ostoici . 
Grație pregătirii temeinice din școală a fost declarată admisă la secția de canto a Facultății de Muzică „Gheorghe Dima” din Cluj, la clasa profesorului Constantin Teodoru. Garanția calităților artistice și interpretative, ca și maturitatea pregătirii muzicale a Vioricăi Pop Ivan o dă faptul că este angajată din chiar anul absolvirii studiilor superioare de Opera Română din Cluj, de unde după un an se va transfera la Teatrul Muzical din Brașov, unde debutează cu roluri de mare dificultate cum ar fi Lakmé din opera cu același nume și Gilda din Rigoletto. După experiența trăită pe scenele de operă din Cluj și Brașov, din anul 1963 o regăsim acasă la Timișoara, unde pe scena Operei Române va deține timp de mai bine de 30 de ani roluri prim-solistice într-o paletă repertorială ce cuprinde câteva zeci de opere. Iată cum descrie maestrul Nicolae Boboc în 1990 momentul primei întâlniri cu distinsa soprană: „Cu destui ani în urmă o tânără absolventă a Conservatorului din Cluj solicita o audiție în vederea angajării ca solistă la Opera din Timișoara…În fața noastră a apărut o foarte simpatică mignonă, cu o voce tinerească, omogenă, bine timbrată și bine lucrată, specifică pentru ceea ce în limbaj profesional s-ar denumi o coloratură lirică lejeră…cu ocazia probei spectacolului, tânăra noastră a demonstrat și frumoase calități scenice: naturalețe, dezinvoltură, siguranță, credibilitate. Am declarat-o reușită iar trecerea timpului ne-a confirmat din plin justețea opțiunii… Ca dirijor aș evidenția satisfacția pe care ți-o dă colaborarea  cu o solistă care, datorită unei stăpâniri desăvârșite a rolurilor, îți oferă întotdeauna cea mai deplină siguranță atât ție, cel de la pupitru, cât și partenerilor de joc.”
Prim solistă a Operei Române din Timișoara va fi distribuită în roluri principale de operă și operetă: Lakmé, Rigoletto, Lucia di Lammermoor, Bal mascat, Don Juan, Liliacul, Vânzătorul de păsări, Soarele Londrei, Țara Surâsului, Silvia, Contesa Maritza, Ana Lugojana și multe altele. A avut contracte și invitații în spectacolele operelor din București, Cluj, Brașov, numeroase turnee în străinătate, dar și invitații speciale în Germania, Italia, Spania, Olanda, Belgia. A cântat alături de soliști prestigioși ai scenei lirice din țară și străinătate: Nicolae Herlea, David Ohanesian, Florin Diaconescu, Florin Georgescu, Dorin Teodorescu, Eugenia Moldoveanu, Viorica Cortez David, Cleopatra Melidoneanu, Manglio Rocky, Walter Monachesi de la Tetrul de operă Scala din Milano. A avut numeroase apariții la televiziune și a realizat imprimări radio. Studiul necontenit și îmbogățirea repertoriului dar mai ales o atitudine critică față de propriile realizări o impun în lumea muzicală ca o solistă de excepție apreciată unanim de publicul spectator, de colegi din care în mod special se remarcă dirijorii cu care colaborează: Nicolae Boboc, Mircea Popa, Lucian Surlașiu, Ioan Iancu și mulți alții. La toate aceste realizări se adaugă, din 1990 activitatea didactică pe care a desfășurat-o ca lector în cadrul secției de canto a Facultății de Muzică a Universității de Vest din Timișoara, unde a îndrumat cu multă pasiune și dăruire tinerii studenți în arta cântului vocal.
Foarte prezentă în acțiuni de o mare diversitate, implicată profund în viața artistică timișoreană de la spectacole cu public la lansări de carte, de la emisiuni culturale de televiziune la cenacluri literare, de la sărbătorile comunității la prezențe în recital de-o autentică înălțare spirituală – indiferent dacă are în față un offertorium catolic sau complicate cântări iudaice – vocea sa era la fel de frumoasă, coloratura sa, la fel de suplă și grațioasă, în care se recunoștea cu ușurință stilul și agilitățile belcantiste în spiritul căreia a fost instruită. Mereu plăcută și afectuoasă, Viorica Pop Ivan exercita o puternică atracție asupra publicului său, grație însușirilor sale de excepție, farmecului și naturaleței sale.
În anul 2006 a fost distinsă cu premiul Procultura Timisiensis, acordat de Consiliul Județean Timiș pentru contribuția sa la afirmarea artei și culturii timișorene.